# Ormosia saturnina
Ormosia saturnina är en tvåvingeart som beskrevs av Alexander 1972. Ormosia saturnina ingår i släktet Ormosia och familjen småharkrankar. Inga underarter finns listade i Catalogue of Life.